# Пара основ

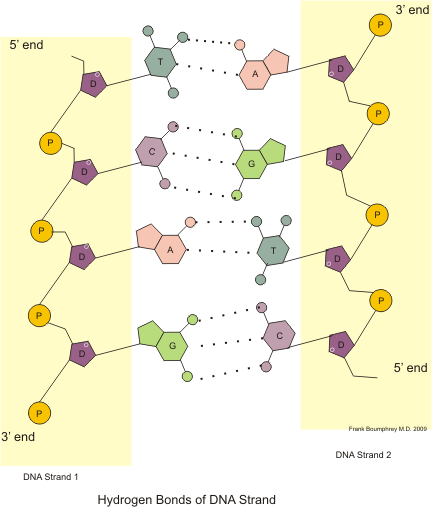
Зображення чотирьох комплементарних один одному пар основ молекули ДНК: Т-А, C-G, А-Т та G-C (зверху вниз, зліва на право, відповідно).

Па́ра осно́в, bp  — пара основ двох нуклеотидів на комплементарних ланцюжках нуклеїнових кислот (ДНК або РНК), з'єднаних за допомогою водневих зв'язків.
При канонічному ватсон-кріківському спаровуванні основ, в ДНК аденін (A) формує базову пару з тиміном (T), а гуанін (G) з цитозином (C). В РНК тимін замінений урацилом (U). Інші, не ватсон-кріківські типи спаровування, що отримаються в результаті зміненої картини водневих зв'язків, також відбуваються, особливо в РНК, типовим прикладом є гукстенівські пари основ.

## Значення
Основна роль утворення пар основ в біологічних системах — можливість копіювання на зчитування інформації, закодованої в нуклеїнових кислотах. За допомогою утворення пар основ кодони на молекулах матричних РНК розпізнаються антикодонами на транспортних РНК протягом процесу трансляції. Деякі ДНК або РНК-зв'язуючі ферменти можуть розпізнавати певні картини пар основ, наприклад фактори транскрипції ідентифікують специфічні регулярні регіони генів.

## Вимірювання довжини
Розмір індивідуальних генів або цілих геномів (розмір геному) організмів часто виражається в парах основ, тому що ці гени та геноми складаються з дволанцюжкової ДНК. Число пар основ дорівнює числу нуклеотидів в одному з ланцюжків (за винятком некодуючих регіонів теломер, що є одноланцюговими). У випадку використання терміна «пара основ» як одиниця відстані, термін зазвичай скорочується до «bp» (від англ. base pair). Крім того, існують одиниці kbp, kb (англ. kilobase) — тисяча пар основ, Mbp — мільйон пар основ і т. д. (на кшталт номенклатури, яку використовують при вимірі обсягу даних комп'ютерної пам'яті: кіло-, мега-, гіга- тощо).